# Preben Isaksson
Preben Isaksson (22. ledna 1943 Kodaň – 27. prosince 2008 Greve Kommune) byl dánský reprezentant v dráhové cyklistice. Specializoval se na stíhací závod.
Byl členem klubu CK Fix Rødovre. V osmnácti letech získal první z osmi svých titulů mistra Dánska. Na mistrovství světa v dráhové cyklistice obsadil v roce 1962 spolu s Bentem Hansenem, Kurtem vid Steinem a Kajem Jensenem druhé místo ve stíhačce družstev. V následujícím roce skončil s dánským kvartetem na světovém šampionátu třetí. Na Letních olympijských hrách 1964 v Tokiu obsadil ve stíhacím závodě jednotlivců třetí místo, když v semifinále podlehl Jiřímu Dalerovi a v závodě o třetí místo porazil Nizozemce Tiemena Groena v čase 5:01,90.  S dánským družstvem na tokijské olympiádě vypadl ve čtvrtfinálové jízdě proti Němcům. Na mistrovství světa v roce 1965 získal bronzovou medaili ve stíhačce jednotlivců. Cyklistickou kariéru ukončil v roce 1967. 